# Hakiulus cyaneus
Hakiulus cyaneus är en mångfotingart som först beskrevs av Chamberlin 1920.  Hakiulus cyaneus ingår i släktet Hakiulus och familjen Parajulidae. Inga underarter finns listade i Catalogue of Life.